# Like an Old Fashioned Waltz
Albums de Sandy Denny
Sandy
(1972) Rendezvous
(1977)
Singles
1. Whispering Grass / Friends
Sortie : 9 novembre 1973

Like an Old Fashioned Waltz est le troisième album solo de l'autrice-compositrice-interprète britannique Sandy Denny. Il est sorti en 1974 sur le label Island Records.

## Fiche technique

### Chansons
Toutes les chansons sont écrites et composées par Sandy Denny, sauf mention contraire.
| 1. | Solo                        |                                | 4:24 |
| 2. | Like an Old Fashioned Waltz |                                | 4:09 |
| 3. | Whispering Grass (en)       | Doris Fisher (en), Fred Fisher | 3:56 |
| 4. | Friends                     |                                | 3:31 |
| 5. | Carnival                    |                                | 5:44 |

| 6. | Dark the Night                   |                                         | 4:27 |
| 7. | At the End of the Day            |                                         | 6:28 |
| 8. | Until the Real Thing Comes Along | Sammy Cahn, Saul Chaplin, L. E. Freeman | 3:40 |
| 9. | No End                           |                                         | 6:36 |

### Musiciens
- Sandy Denny : chant, guitare acoustique, piano, piano électrique
- Richard Thompson : guitare électrique
- Trevor Lucas : guitare acoustique
- Jerry Donahue : guitare électrique, guitare acoustique
- Diz Disley (en) : guitare acoustique
- Jean Roussel : orgue
- Ian Armit : piano
- John Bundrick : piano, piano électrique, clavinet
- Dave Pegg : basse
- Pat Donaldson : basse
- Danny Thompson : contrebasse
- Dave Mattacks : batterie
- Gerry Conway : batterie
- Alan Skidmore : saxophone
- Harry Robinson : arrangements des cordes
- Bob Leaper : arrangements des cuivres

### Équipe de production
- Trevor Lucas, John Wood (en) : producteurs, ingénieurs du son
- Gered Mankowitz : photographie
- Fabio Nicoli Associates : pochette